# Staré Hradiště
Staré Hradiště è un comune della Repubblica Ceca facente parte del distretto di Pardubice, nella regione omonima.

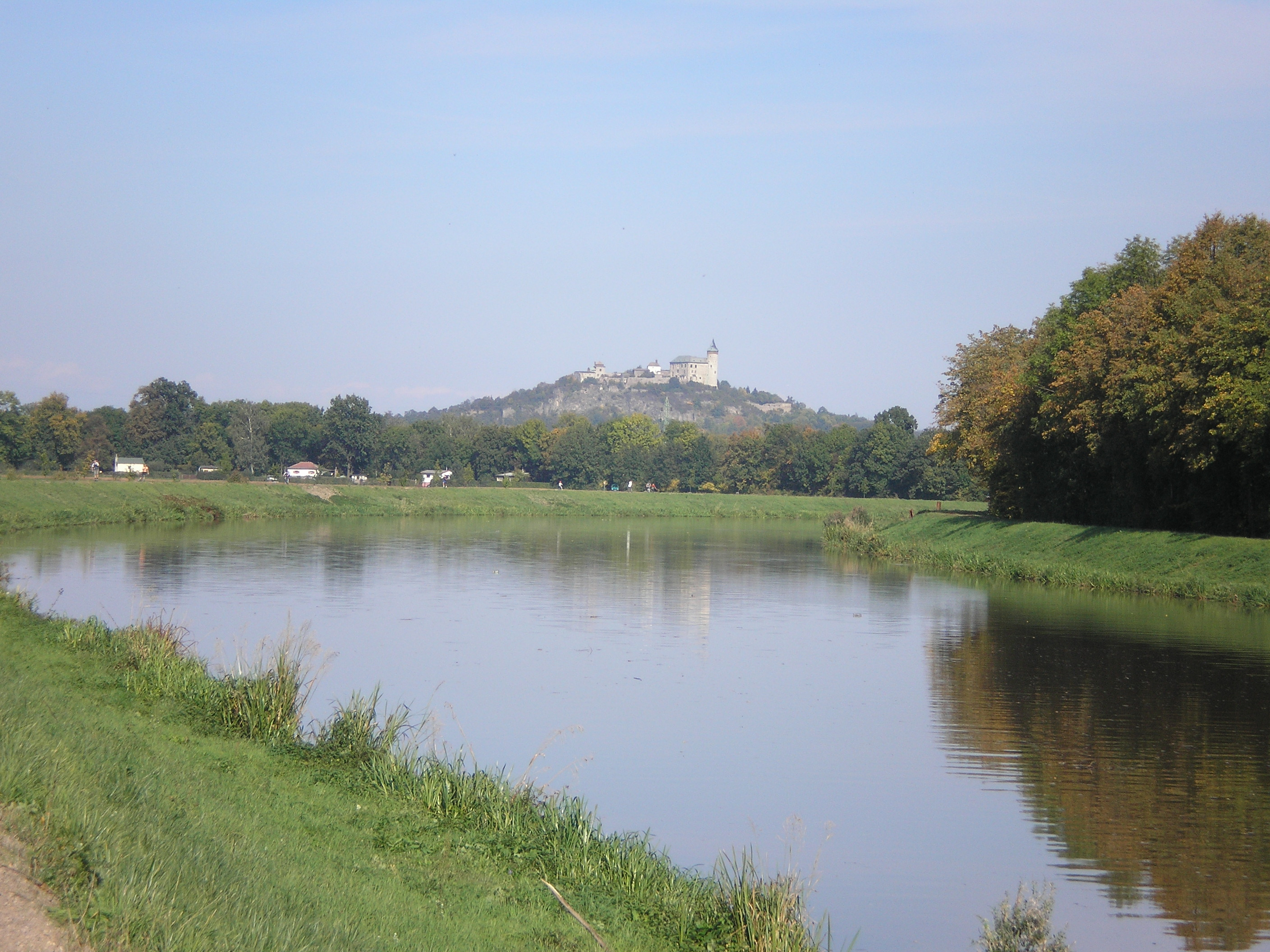
La Kunětická Hora con il castello

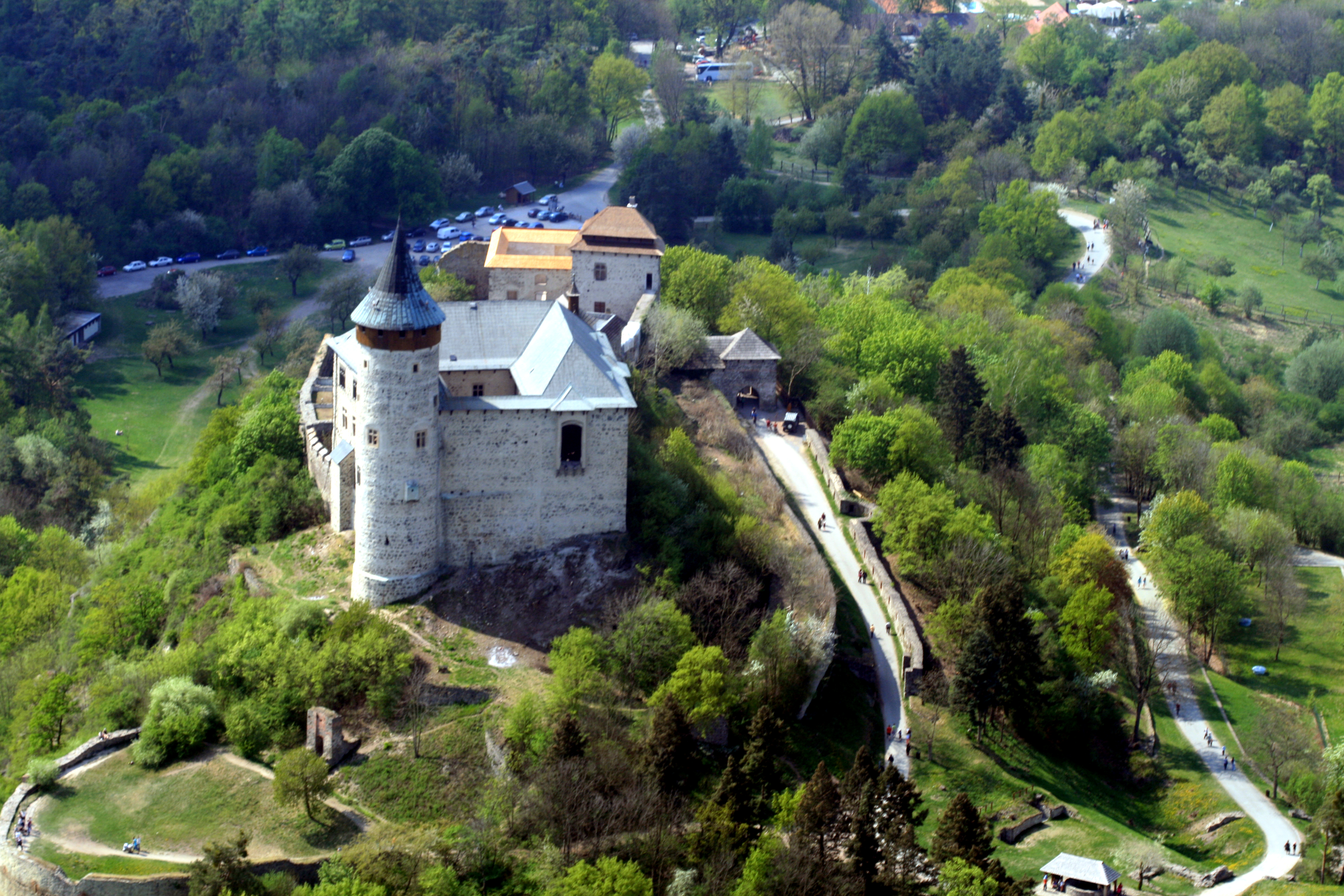
Vista aerea del castello

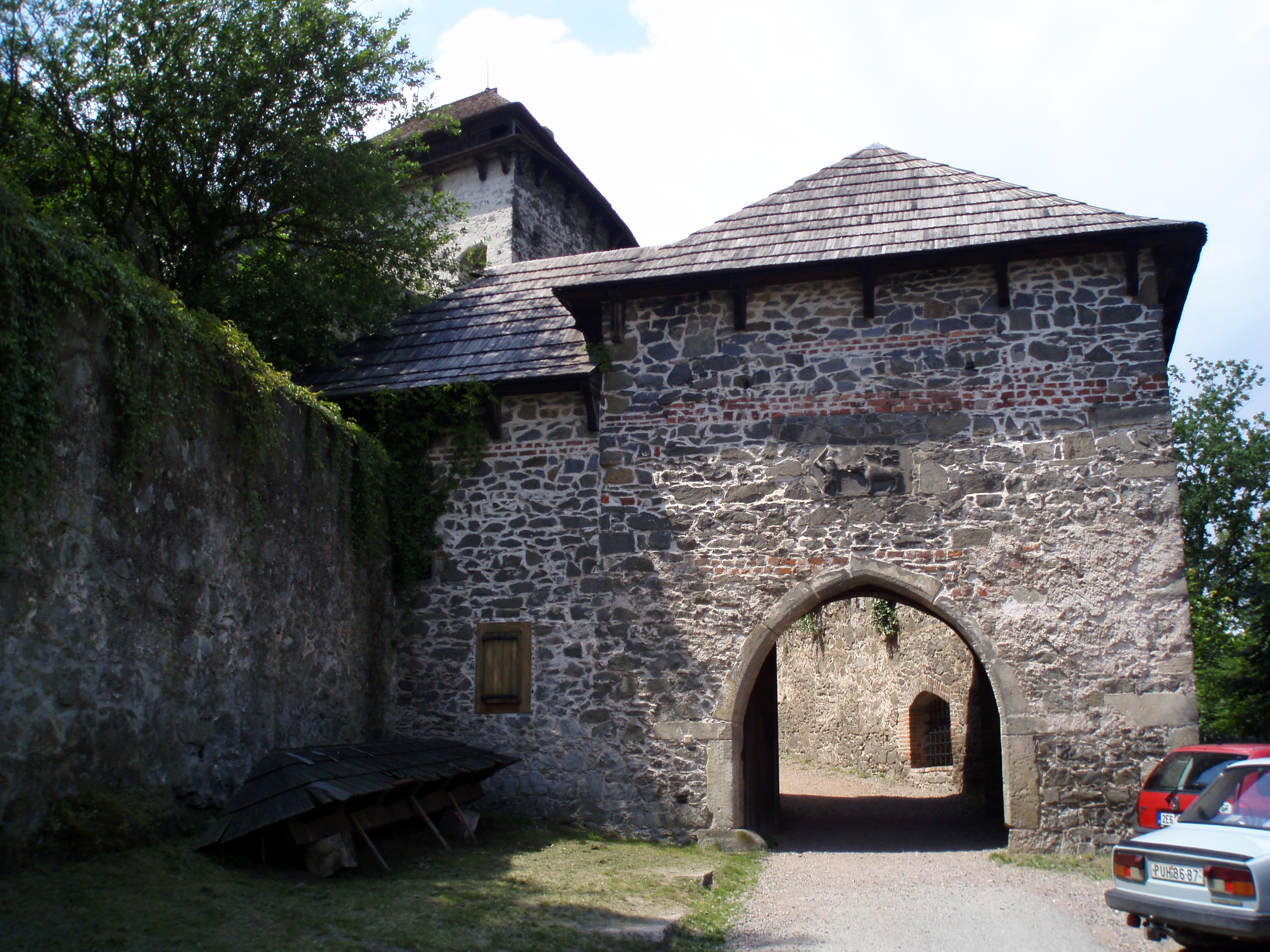
Porta di accesso al castello

## Il castello della Kunětická Hora
La Kunětická Hora è una montagna che sorge, almeno in parte, nel territorio di Staré Hradiště.
Sulla cima della montagna sorge un castello medievale, che domina su tutta la regione di Pardubice.
Le prime testimonianze dirette sull'esistenza di questa fortezza risalgono al XV secolo.  Durante le guerre hussite Kunětická Hora divenne un importante punto strategico, nelle mani del capitano hussita Diviš Bořek di Miletínek.
Dopo le guerre hussite, negli anni 1491-1548 il castello passò alla famiglia Pernstein, che ne riedificò una grande parte e fece costruire le sale di rappresentanza, con l'importante Sala dei Cavalieri.
Il castello fu restaurato agli inizi del XX secolo.